# Nemcia leakeana
Nemcia leakeana är en ärtväxtart som först beskrevs av J.Drumm., och fick sitt nu gällande namn av Michael Douglas Crisp. Nemcia leakeana ingår i släktet Nemcia och familjen ärtväxter. Inga underarter finns listade i Catalogue of Life.